# Shogunato Kamakura

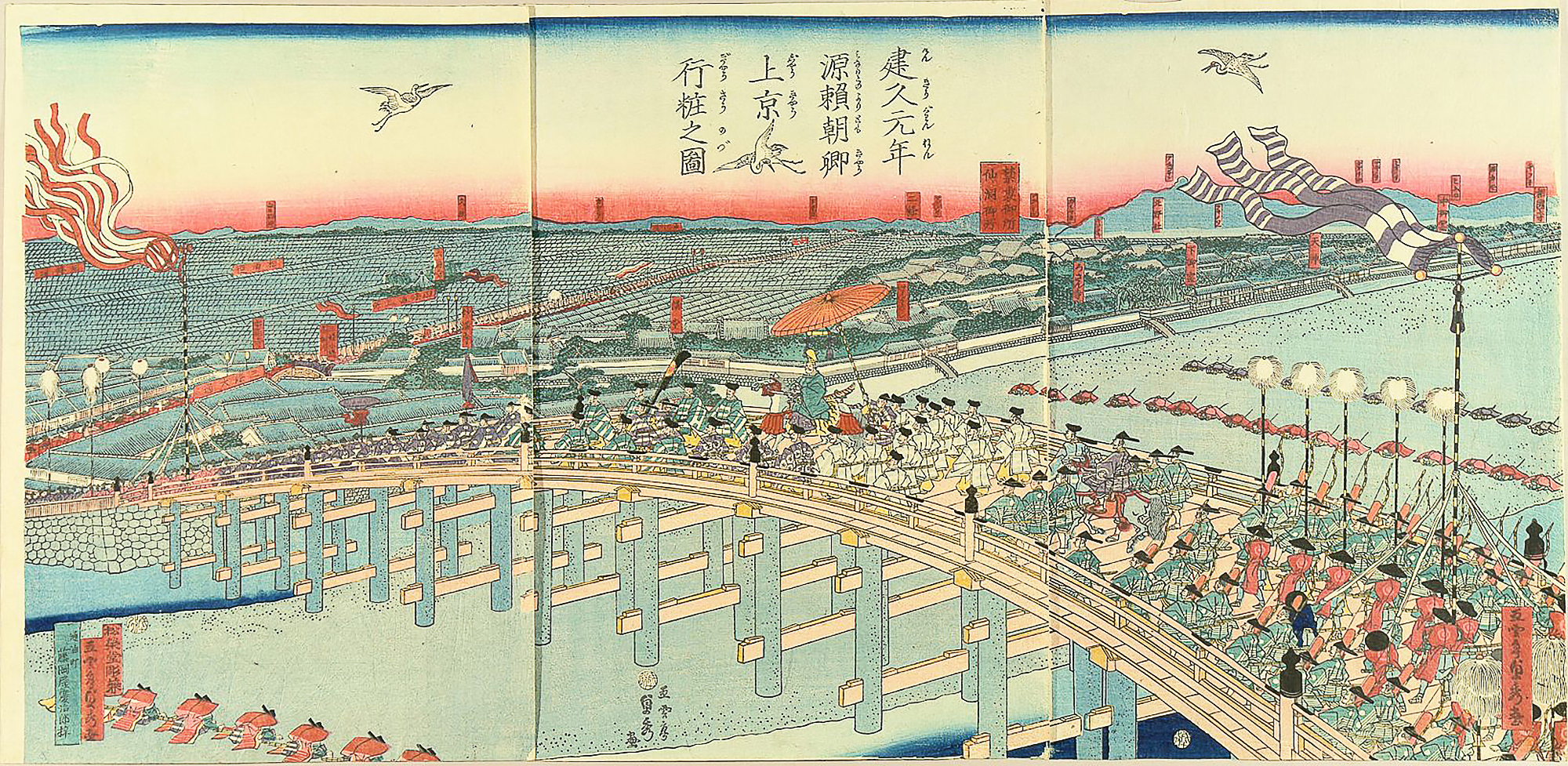
Minamoto no Yoritomo va a Kyoto all'inizio dello shogunato di Kamakura

Lo shogunato Kamakura (鎌倉幕府?, Kamakura bakufu), o "di Kamakura", è il nome dato alla dinastia di shōgun del clan Minamoto che governarono il Giappone dal 1192, anno in cui Minamoto no Yoritomo ricevette tale titolo dall'imperatore Go-Toba, al 1333, anno in cui Kamakura fu espugnata dalle truppe di Nitta Yoshisada. Con questo avvenimento il reggente Hōjō Moritoki e il reggente claustrale Hōjō Takatoki si tolsero la vita, e l'ultimo signore di Kamakura, il principe Morikuni, abdicò ritirandosi a vita monastica, morendo poco dopo.
La dinastia deve il suo nome alla città di Kamakura, dove fu insediato il governo dello shōgun.

## Istituzione dello shogunato
Prima dell'istituzione del bakufu, il potere civile in Giappone era principalmente detenuto dall'imperatore del Giappone al potere e dai loro reggenti, tipicamente nominati dai ranghi della corte imperiale e dai clan aristocratici che si contendevano l'influenza lì. Gli affari militari erano gestiti sotto gli auspici del governo civile. Tuttavia, dopo la sconfitta del clan Taira nella battaglia di Dan-no-ura che pose fine alla guerra Genpei a favore del clan Minamoto, Minamoto no Yoritomo ottenne il potere nel 1185 e divenne il governatore de facto del paese. Dopo aver tradito e costretto al suicidio rituale il fratellastro minore Yoshitsune, affermò il primato del potere militare nel governo e ricevette il titolo di "shōgun" (征夷大将軍?, Seiitaishōgun) nel 1192 dopo la morte dell'imperatore abdicato Go-Shirakawa, mentre il sistema di governo da lui istituito fu formalizzato come bakufu (letteralmente, "governo della tenda").
Le province giapponesi sarebbero diventate entità semi-autonome sotto l'ordine di nuovi protettori chiamati shugo (守護?), i predecessori del daimyō. I protettori venivano scelti principalmente tra le famiglie potenti delle diverse province, oppure il titolo veniva dato a un generale e alla sua famiglia dopo una campagna vittoriosa. Sebbene gestissero i loro affari, in teoria furono costretti a sottomettersi all'autorità centrale manifestando la loro lealtà allo shōgun.

## La reggenza di Hōjō
Yoritomo morì improvvisamente in un incidente nel 1199, lasciando il clan Minamoto indebolito. Hōjō Tokimasa, il padre della vedova di Yoritomo, Hōjō Masako, ed ex tutore e protettore di Yoritomo, rivendicò il titolo di reggente (shikken) al figlio di Yoritomo, Minamoto no Yoriie, rendendo infine tale affermazione ereditaria al clan Hōjō. Allo stesso tempo, Hōjō Masako si era costruita una posizione così potente, anche se informale, che la gente ha iniziato a chiamarla la "suora shōgun" al posto di suo figlio Yoriie. Man mano che Minamoto no Yoriie cresceva, tuttavia, tentò di esercitare un potere reale, provocando una lotta per il potere con il clan Hōjō di sua madre. Questi conflitti hanno causato notevoli tensioni all'interno dello shōgunato. Nel 1201, il clan Jo tentò senza successo di rovesciare il clan Minamoto durante la ribellione Kennin. Alla fine, Tokimasa depose Yoriie, sostenne suo fratello minore, Minamoto no Sanetomo, come nuovo shōgun, e assunse il posto di shikken. Sanetomo aveva solo dodici anni a questo punto, e di conseguenza il potere spettava di fatto a sua madre Hōjō Masako. I Minamoto rimasero gli shōgun titolari, con gli Hōjō che detenevano il vero potere. Nel 1204, i lealisti di Yoriie tentarono una rivolta per rovesciare il dominio Hōjō, ma quest'ultimo sconfisse i ribelli e assassinò Yoriie.
Nel 1219, Sanetomo fu assassinato da suo nipote Kugyō. Poiché Sanetomo morì senza figli, la stirpe degli shōgun del clan Minamoto finì con lui. Da questo punto in poi, gli Hōjō avevano il controllo totale. Con la morte di Sanetomo nel 1219, sua madre Hōjō Masako continuò a servire come vero centro di potere dello shogunato. Poiché la famiglia Hōjō non aveva il grado di nominare uno shōgun tra i suoi membri, Masako dovette trovare un burattino conveniente. Il problema fu risolto scegliendo Kujō Yoritsune, un lontano parente dei Minamoto, che sarebbe stato il quarto shōgun e prestanome, mentre Hōjō Yoshitoki si sarebbe occupato degli affari quotidiani. Per quanto impotenti, i futuri shōgun sarebbero sempre stati scelti tra i Fujiwara o dal lignaggio imperiale per mantenere pura la linea di sangue e dare legittimità alla regola. Questa successione è andata avanti per più di un secolo.
Nel 1221, l'imperatore Go-Toba cercò di riconquistare il potere in quella che sarebbe stata chiamata la guerra Jōkyū (承久の乱?, Jōkyū no Ran), ma il tentativo fallì. Il potere degli Hōjō rimase incontrastato fino al 1324, quando l'imperatore Go-Daigo orchestrò un complotto per rovesciarli, ma il complotto fu scoperto quasi immediatamente e sventato.

## Le invasioni mongole
I Mongoli sotto Kublai Khan tentarono invasioni via mare nel 1274 e nel 1281. Nonostante lo sforzo mongolo, furono respinti con successo dallo shogunato, in particolare con l'aiuto del kamikaze (o "vento divino"), un uragano che distrusse la maggior parte della flotta mongola d'invasione.
Dopo che le forze sopravvissute tornarono in territorio mongolo, Kublai non fu dissuaso dalle sue intenzioni di portare il Giappone sotto il controllo mongolo, e ancora una volta inviò un messaggio chiedendo sottomissione, cosa che fece infuriare la leadership di Hōjō, che fece giustiziare i messaggeri.
I mongoli tornarono nel 1281 con una forza di circa 50.000 mongolo-coreano-cinese insieme a circa 100.000 coscritti dell'impero sconfitto Song nel sud della Cina. Questa forza si imbarcò e combatté i giapponesi per circa sette settimane in diverse località del Kyūshū, ma i difensori resistettero e i mongoli non fecero progressi strategici. Ancora una volta, si avvicinò un tifone e i coreani e i cinesi fecero reimbarcare le forze di invasione mongole combinate nel tentativo di affrontare la tempesta in mare aperto. Almeno un terzo delle forze mongole fu distrutto. Migliaia di truppe d'invasione non furono in grado di imbarcarsi in tempo e furono massacrate dai samurai.

## Declino e caduta
Nel 1331, l'imperatore Go-Daigo prese le armi contro Kamakura, ma fu sconfitto da Ashikaga Takauji di Kamakura ed esiliato nelle isole Oki, nell'odierna prefettura di Shimane. Un signore della guerra allora andò in soccorso dell'imperatore in esilio, e in risposta l'Hōjō inviò nuovamente le forze comandate da Takauji per attaccare Kyoto. Una volta lì, tuttavia, Takauji decise di cambiare schieramento e sostenere Go-Daigo. Nello stesso tempo un altro signore della guerra fedele all'imperatore, Nitta Yoshisada, attaccò Kamakura e la prese. Circa 870 membri del clan Hōjō, inclusi gli ultimi tre reggenti, si suicidarono nel tempio di famiglia, Tōshō-ji, le cui rovine sono state trovate nell'odierna Ōmachi.
Nel 1336, Ashikaga Takauji assunse la posizione di shōgun stesso, fondando lo shogunato Ashikaga.

## Shōgun
1. Minamoto no Yoritomo (1147-1199) (shōgun 1192-1199)
2. Minamoto no Yoriie (1182-1204) (shōgun 1202-1203)
3. Minamoto no Sanetomo (1192-1219) (shōgun 1203-1219)
4. Kujō Yoritsune (1218-1256) (shōgun 1226-1244)
5. Kujō Yoritsugu (1239-1256) (shōgun 1244-1252)
6. Principe Munetaka (1242-1274) (shōgun 1252-1266)
7. Principe Koreyasu (1264-1326) (shōgun 1266-1289)
8. Principe Hisaaki (1276-1328) (shōgun 1289-1308)
9. Principe Morikuni (1301-1333) (shōgun 1308-1333)

## Shikken
- Hōjō Tokimasa 1203-1205
- Hōjō Yoshitoki 1205-1224
- Hōjō Yasutoki 1224-1242
- Hōjō Tsunetoki 1242-1246
- Hōjō Tokiyori 1246-1256
- Hōjō Tokimune 1268-1284
- Hōjō Sadatoki 1284-1301
- Hōjō Morotoki 1301-1311
- Hōjō Takatoki 1316-1326